# Antoni Tal·los
Antoni Tal·los (en grec antic: Ἀντώνιος Θαλλός, llatí: Antonius Thallus) fou un poeta epigramàtic grec natural de Milet del qual consten cinc epigrames a l'Antologia grega (VI 91, 235; VII 188, 373; IX 220).
Com que el poema VI 235 és en honor de l'aniversari del naixement d'un emperador romà o d'un familiar pròxim, hom ha suposat que podria ser el mateix poeta que esmentat en una inscripció com a llibert de Germànic Cèsar.